# Thysanoteuthis danae
Thysanoteuthis danae är en bläckfiskart som först beskrevs av Louis Joubin 1933.  Thysanoteuthis danae ingår i släktet Thysanoteuthis och familjen Thysanoteuthidae. Inga underarter finns listade i Catalogue of Life.